# Bab the Fixer
Bab the Fixer er en amerikansk stumfilm fra 1917 af Sherwood MacDonald.

## Medvirkende
- Jackie Saunders som Bab.
- Leslie T. Peacocke som John Porter.
- Mollie McConnell som Adelaide Porter.
- Ruth Lackaye som Mrs. Drexel.
- R. Henry Grey som LeRoy Scott.